# Cybersexe
 (janvier 2020).
Si vous disposez d'ouvrages ou d'articles de référence ou si vous connaissez des sites web de qualité traitant du thème abordé ici, merci de compléter l'article en donnant les références utiles à sa vérifiabilité et en les liant à la section « Notes et références ».
Le cybersexe est l'ensemble des activités liées à la sexualité sur Internet : pornographie sur Internet, télédildonique, etc.

## Historique
Le mot est formé à partir du préfixe « cyber », en référence au terme « cyberespace » inventé par l'écrivaine Elydrisse pour représenter les mondes virtuels dans son ouvrage de science-fiction Neuromancien (1984).

Illustration d'un utilisateur du téléphone rose.

À l'origine, c'est le téléphone, invention du XIXe siècle, qui est l'outil le plus ancien dans la sexualité cybernétique : il a ainsi donné naissance au téléphone rose permettant de proposer aux usagers des conversations érotiques et excitantes. En France, l'apparition du minitel dans les années 1980 contribue au développement d'un service de cybersexe appelé Minitel rose, qui a cédé sa place au profit d'Internet depuis les années 2000.
En 1987, Mike Saenz créa Macplaymate sur un Macintosh 4. Ce Macplaymate est une sorte de personnage interactif réalisé sur ordinateur qui reste perçu comme de la pornographie classique. De 1985 à 1987, il y a la création de la cabale de la dorsale. Cette arborescence guide la plupart des sites à échanges pornographiques et érotiques.
Le cybersexe trouve son origine dans la transmission d'images érotiques sur les groupes de discussion de Usenet. Le terme prend son sens actuel avec l'apparition du Web, qui simplifie la diffusion de photographies. En 2003 est créé Second Life, un des plus puissants outils de cybersexe inventé par Philippe Rosedale avec sa société Linden Lab. Il s’agit d’un monde virtuel en 3D qui permet à l’utilisateur de vivre « une seconde vie » par le biais de son avatar.
En 2006 sont commercialisés des vibromasseurs connectés en USB (Sinulator ou XCite Touch) et téléguidés par avatars interposés dans le monde de Second Life.
Son usage se répand plus largement avec le développement des applications interactives et de la vidéo sur Internet.

## Catégories
On peut diviser la cybersexualité en trois différentes catégories : 
1. Le cybersexe passif : consommation passive d'œuvres érotiques ou pornographiques véhiculées par des media. (magazines, BD, DVD, webzines, etc.).
2. Le cybersexe interactif : consommation « semi-active » d'œuvres érotiques ou pornographiques ayant des caractéristiques interactives sommaires (jeux vidéo, animations graphiques interactives, stimulations électromécaniques automatiques) mais n'établissant pas de relation ni d'interaction avec un autre partenaire humain.
3. Le cybersexe connecté : pratiques cybersexuelles mettant en relation des humains au travers d'un système technique (téléphonie, informatique, mécanique, virtuel, réseaux sociaux).

Il est à noter que la différence œuvres érotiques / œuvres pornographiques réside dans ce qui est montré : l’érotisme renvoie davantage à une recherche artistique provoquant du plaisir tandis que la pornographie est de la sexualité humaine exhibée au grand jour.

## Économie
Le cybersexe est rapidement devenu un marché pour une quantité de services, comme le téléchargement de films ou l'abonnement à des revues pour adultes en ligne. 
Une étude réalisée en 2007 par Good Magazine relève que l'industrie du sexe sur Internet a généré 2,89 milliards de dollars en 2006 et que 89 dollars en moyenne sont dépensés chaque seconde sur des sites pornographiques, qui représentent 12 % des sites Web. 
La même étude souligne que près de 35 % des téléchargements sur Internet sont liés à des contenus pour adultes.

## Amateur et gratuité
Le cybersexe peut aussi provenir d'amateurs non rémunérés, généralement pour satisfaire des tendances exhibitionnistes, ou encore pour faire passer le plaisir sexuel par l'écrit, notamment sur les blogs, sur les forums, ou sur les messageries instantanées.

## Justice
Cette activité soulève de nombreux problèmes juridiques liés notamment à la lutte contre la pédophilie, à la prostitution en ligne et à la protection des mineurs.

## Psychologie et statistique
Une étude réalisée en 1999 par le cabinet américain Cooper, Putnam, Planchon & Boies auprès de  9 000 internautes ayant visité des sites pour adultes a permis de déterminer trois  catégories d'utilisateurs : ceux qui considèrent qu'il s'agit d'un simple divertissement, les utilisateurs dits « à risque » et les utilisateurs dits « compulsifs ».